# Tužni bogataš
Tužni bogataš je hrvatska četverodjelna kriminalistička TV serija. Nastala je prema istoimenom romanu hrvatskog književnika Pavla Pavličića. Redatelj je Davor Žmegač koji je s Ognjenom Sviličićem napisao i scenarij. 

## Glumačka postava
| Glumac             | Lik                 |
| ------------------ | ------------------- |
| Damir Lončar       | Ivo Remetin         |
| Kristijan Ugrina   | Luka Katić          |
| Siniša Popović     | Šoštar              |
| Predrag Vušović    | Božo                |
| Slavica Knežević   | Vlasta Remetin      |
| Goran Grgić        | Dokozić             |
| Zvonimir Zoričić   | Glavni urednik      |
| Anita Matić        | Ljerka Tikulin      |
| Alen Šalinović     | Kokot               |
| Luka Peroš         | Marić/Franjo Buntas |
| Nela Čolić-Prizmić | Vesna Barišić       |

## Vanjske poveznice
- Tužni bogataš na imdb.com
- Tužni bogataš na mojtv.hr